# ペリカンテール
ペリカンテール（ぺりかんてーる、英語: Pelikan tail）は、戦闘機用の実験的な尾翼設計。もともとはマクドネル・エアクラフトに雇われたラルフ・ペリカンによって考案された。このコンセプトは、ノースロップYF-23戦闘機で使用された。ただし、プロトタイプ段階の前に削除されたマクドネルダグラスBAE統合打撃戦闘機（JSF）の設計では、考慮され設計仕様に含まれている。

## 長所と短所

ペリカンテールのデザイン

ペリカンの設計は、ピッチング、ヨーイング、ローリングの制御を実現するために2つの可動面のみを使用するという点で、動翼と尾翼の一般的なレイアウト、すなわち主翼に補助翼、水平尾翼に昇降舵、垂直尾翼に方向舵、を組み込んだものとは異なる。1998年10月にボーイングのエンジニアがX-32の前段階にあたる設計を行った際に評価したところ、高迎え角でのピッチ制御が優れている点と、2枚尾翼ならレーダーの反射信号強度を従来のレイアウトよりも小さくできうることがわかった。しかし、彼らはまた、2つの大きな操縦翼面を使用すると、航空機が重くなってしまう可能性があることも発見した。より大きな操縦翼面を操作するために必要なより大型の油圧ポンプとシリンダーは、設計によっては800 - 900ポンド (360 - 410 kg)にもなりえた。この重量の問題が一因となって、代わりに従来型のテールを使用するようになった。

## バージニア工科大学の学生によるテスト
バージニア工科大学の学生は、ペリカンテールを備えた模型飛行機を製作し、風洞を使用してその実行可能性について肯定的な結果を得た。。